# Elatopathes abietina
Elatopathes abietina är en korallart som först beskrevs av Pourtalès 1874.  Elatopathes abietina ingår i släktet Elatopathes och familjen Aphanipathidae. Inga underarter finns listade i Catalogue of Life.